# Pierre Gautier (cyclisme)
Pour les articles homonymes, voir Gautier.
Pierre Gautier, né le 20 décembre 1946 à Aix-en-Provence, est un coureur cycliste français. Il évolue au niveau professionnel de 1969 à 1971.

## Palmarès
- 1968
  - 2e de Paris-Briare
  - 2e du championnat de France sur route amateurs

## Résultats sur les grands tours

### Tour de France
1 participation
- 1970 : 42e